# Olympische Sommerspiele 1952/Schwimmen – 100 m Rücken (Frauen)
Der Schwimmwettkampf über 100 Meter Rücken der Frauen bei den Olympischen Spielen 1952 in Helsinki wurde am 29. und 31. Juli ausgetragen. Die Südafrikanerin Joan Harrison gewann die Goldmedaille. Silber ging an die Niederländerin Geertje Wielema und Bronze an Jean Stewart aus Neuseeland.

## Ergebnisse

### Vorläufe
Die 8 schnellsten Athletinnen aller Läufe qualifizierten sich für das Finale.
Lauf 1
| Rang | Bahn | Athletin          | Nation             | Zeit       | Anm.  |
| ---- | ---- | ----------------- | ------------------ | ---------- | ----- |
| 1    | 6    | Geertje Wielema   | Niederlande        | 1:13,8 min | Q, OR |
| 2    | 1    | Jean Stewart      | Neuseeland         | 1:16,0 min | Q     |
| 3    | 7    | Margaret McDowall | Großbritannien     | 1:17,5 min | Q     |
| 4    | 8    | Barbara Stark     | Vereinigte Staaten | 1:17,9 min | Q     |
| 5    | 5    | Gerda Olsen       | Dänemark           | 1:20,1 min |       |
| 6    | 4    | Anneli Haaranen   | Finnland           | 1:21,7 min |       |

Lauf 2
| Rang | Bahn | Athletin            | Nation             | Zeit       | Anm. |
| ---- | ---- | ------------------- | ------------------ | ---------- | ---- |
| 1    | 6    | Ria van der Horst   | Niederlande        | 1:17,0 min | Q    |
| 2    | 4    | Gertrud Herrbruck   | BR Deutschland     | 1:17,8 min | Q    |
| 3    | 2    | Mary Freeman        | Vereinigte Staaten | 1:18,0 min |      |
| 4    | 1    | Edith de Oliveira   | Brasilien          | 1:20,0 min |      |
| 5    | 7    | Lenora Fisher       | Kanada             | 1:22,9 min |      |
| 6    | 3    | Irena Milnikiel     | Polen              | 1:25,5 min |      |
| 7    | 8    | Doris Gontersweiler | Schweiz            | 1:26,5 min |      |

Lauf 3
| Rang | Bahn | Athletin           | Nation                | Zeit       | Anm. |
| ---- | ---- | ------------------ | --------------------- | ---------- | ---- |
| 1    | 4    | Joan Harrison      | Südafrikanische Union | 1:14,7 min | Q    |
| 2    | 8    | Joke de Korte      | Niederlande           | 1:15,8 min | Q    |
| 3    | 5    | Pauline Musgrove   | Großbritannien        | 1:19,6 min |      |
| 4    | 3    | Magdolna Hunyadfy  | Ungarn                | 1:19,6 min |      |
| 5    | 2    | Coralie O’Connor   | Vereinigte Staaten    | 1:19,7 min |      |
| 6    | 7    | Margareta Westeson | Schweden              | 1:22,7 min |      |
| 7    | 6    | Erna Herbers       | BR Deutschland        | 1:23,1 min |      |

### Finale
| Rang | Athletin          | Nation                | Zeit       | Anm. |
| ---- | ----------------- | --------------------- | ---------- | ---- |
| 1    | Joan Harrison     | Südafrikanische Union | 1:14,3 min |      |
| 2    | Geertje Wielema   | Niederlande           | 1:14,5 min |      |
| 3    | Jean Stewart      | Neuseeland            | 1:15,8 min |      |
| 4    | Joke de Korte     | Niederlande           | 1:15,8 min |      |
| 5    | Barbara Stark     | Vereinigte Staaten    | 1:16,2 min |      |
| 6    | Gertrud Herrbruck | BR Deutschland        | 1:18,0 min |      |
| 7    | Margaret McDowall | Großbritannien        | 1:18,4 min |      |
| –    | Ria van der Horst | Niederlande           | DSQ        |      |